# Sayed Kashua
Sayed Kashua (árabe سيد قشوع ; hebreo, סייד קשוע, Tira), escritor y periodista árabe israelí que escribe y publica en hebreo. 
Estudió sociología y filosofía en la Universidad Hebrea de Jerusalén y trabaja como columnista para el Haaretz.

## Obra
- Árabes danzantes (2002)
- Que amanezca (2006)
- Segunda persona del singular (2010)
- Llega un nuevo día (2019)

- Datos: Q432181